# 腰带卷管螺
腰带卷管螺（学名：Typhosyrinx supracostata），是新腹足目卷管螺科Typhosyrinx属的一种。主要分布于台湾，常栖息在泥沙质海底。